# Mihai Neșu
Mihai Mircea Neșu (Oradea (Roemenië), 19 februari 1983) is een voormalig Roemeens profvoetballer die onder contract stond bij FC Utrecht, na acht jaar bij Steaua Boekarest te hebben gespeeld.

## Carrière

### In Roemenië
Neșu werd geboren in Oradea, als zoon van scheidsrechter Mircea Neșu. Hij kwam al vroeg in de jeugdopleiding van topclub Steaua terecht en op 16-jarige leeftijd speelde hij enkele wedstrijden op proef voor PSV. Tot een overstap kwam het echter niet. In 2001 tekende hij een professioneel contract bij Steaua, maar zijn officiële debuut bleef uit tot 21 april 2002, toen tegen Petrolul Ploiești met 1-1 werd gelijkgespeeld. In zijn eerste twee seizoenen bleef zijn bijdrage beperkt tot 13 wedstrijden. Het daaropvolgende jaar kwam de linksachter tot hetzelfde aantal in slechts één seizoen. Tijdens de jaargang 2004-2005, waarin Steaua landskampioen werd, scoorde hij zijn eerste doelpunt. Zijn tweede en tot dusver laatste doelpunt in competitieverband volgde een seizoen later. Nadat George Ogăraru in 2006 de overgang maakte naar Ajax nam Neșu zijn plek in de verdediging over, en werd zodoende basisspeler.
De Roemeen speelde in zeven seizoenen 20 Europese wedstrijden, onder meer tegen RC Lens, sc Heerenveen, Real Betis en Middlesbrough FC. Laatstgenoemde club schakelde Steaua uit in de halve finale van de UEFA Cup 2005-2006. Het seizoen daarop kwalificeerde hij zich met zijn club voor de UEFA Champions League door Standard Luik te verslaan. In een groep met Real Madrid, Olympique Lyonnais en Dynamo Kiev eindigde Steaua als derde, en was daardoor uitgeschakeld.

### Overstap naar Utrecht
In de transferperiode voorafgaande aan het seizoen 2008-2009 maakte hij de overstap naar de Nederlandse eredivisionist FC Utrecht, waar hij de opvolger moest worden van de naar PSV vertrokken jeugdinternational Erik Pieters. Op 21 augustus maakte de club bekend de Roemeen voor vier jaar aan zich te hebben gebonden. Volgens technisch directeur Piet Buter is Neșu "(...) een speler die past in de Utrechtse voetbalcultuur. Hij is een voetballer van het felle, agressieve soort. Hij gaat voorop in de strijd en kan daarmee ook zijn medespelers inspireren. Vooral door zijn mentaliteit en inzet denk ik dat het een speler is die de Utrecht-supporter aanspreekt. Daarbij brengt hij de nodige internationale ervaring mee." Het zou echter nog enige tijd duren voordat de verdediger zich aansloot bij de Utrechtse spelersploeg. Steaua wilde hem behouden tot na de return tegen het Turkse Galatasaray in de laatste voorronde van de UEFA Champions League De oorspronkelijke verwachting was dat hij na de wedstrijd speelgerechtigd was voor de club uit de Domstad. Het duurde echter tot 11 september vooraleer de Roemeense voetbalbond hem vrijgaf. Neșu speelde vervolgens 29 wedstrijden in zijn eerste seizoen voor FC Utrecht, waarin hij het hoogste aantal gele kaarten (11) van alle eredivisiespelers kreeg.

### Ongeluk
Tijdens een reguliere training op 10 mei 2011 op Sportcomplex Zoudenbalch brak Neșu een nekwervel na een duel met teamgenoot Alje Schut. Neșu viel neer op de grond waarna Schut op hem viel en hij met een ambulance moest worden afgevoerd naar het ziekenhuis. Clubarts Simon Goedegebuure verklaarde later tegenover de regionale omroep dat de Roemeen aangaf zijn handen en voeten niet te kunnen bewegen, weinig gevoel had in de rest van zijn lichaam en een pijnlijke nek had.

### Herstel
Op 7 juni 2011 startte Neșu in een revalidatiecentrum, waar men hem verder zal behandelen voor zijn tijdens de training opgelopen dwarslaesie. Sindsdien maakt de Roemeen daar kleine vorderingen. Zo heeft hij enig gevoel terug in zijn rechterbovenarm en zijn schouders en gaat hij bij goed weer zelfstandig in een rolstoel naar buiten. Met behulp van een daarvoor bestemde machine kan Neșu nu zelfs weer op zijn eigen benen staan. Op 5 januari 2021 werd bekend gemaakt dat Neșu weer voor het eerst zelfstandig kon eten.

### David di Tommaso-trofee
Hij eindigde in zijn eerste seizoen op de derde plaats in de verkiezing om de David di Tommaso-trofee, de prijs voor de meest waardevolle Utrechtse speler van het seizoen. Een jaar later werd hij tweede. Weer een jaar later eindigde Mihai Neșu opnieuw in de top drie: hij werd derde.

### Mihai Neșu Foundation
De foundation werd door Nesu opgericht om kinderen die een motorisch handicap hebben te ondersteunen in hun revalidatieproces. Zo werd het revalidatiecentrum "Saint Nectarius" opgericht waar jaarlijks 150 kinderen werken aan hun revalidatie.

## Interlandwedstrijden
Neșu speelde vijf wedstrijden voor het Roemeense nationale elftal. Hij maakte zijn debuut op 12 november 2005 in de met 2-1 verloren thuiswedstrijd tegen Ivoorkust, net als Costin Lazăr (Sportul Studenţesc), Gabriel Boştină (Steaua Boekarest) en Bănel Nicoliță (Steaua Boekarest). Ook kwam Neșu enkele malen uit voor het nationale elftal onder 21, waaronder tweemaal tegen Nederland.

### Statistieken

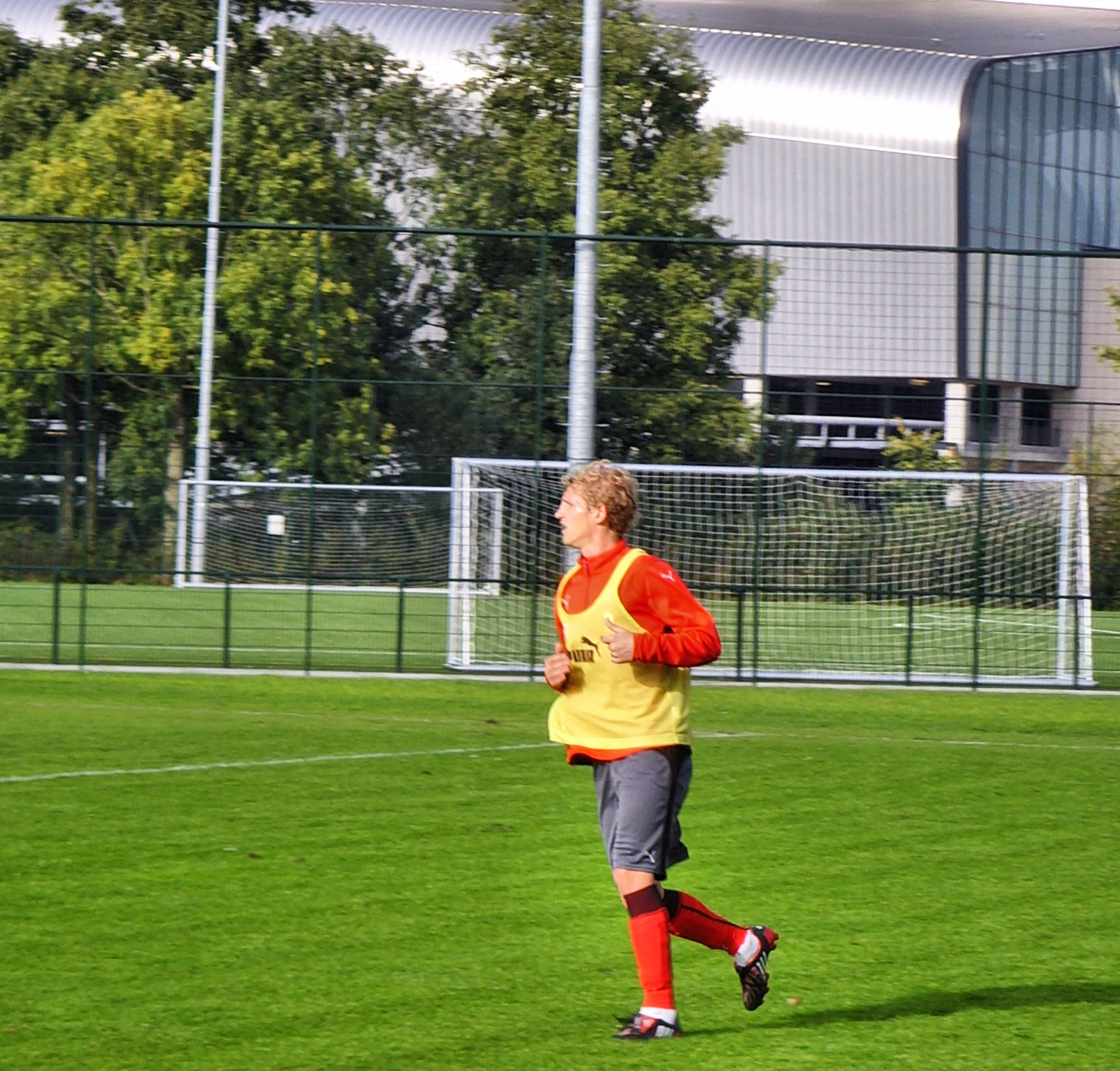
Neșu in actie tijdens een training van FC Utrecht

| Nr. | Datum             | Locatie                       | Thuisploeg | Uitploeg  | Uitslag | Dp. | Verslag |
| --- | ----------------- | ----------------------------- | ---------- | --------- | ------- | --- | ------- |
| 1.  | 12 november 2005  | Lia Manoliustadion, Boekarest | Roemenië   | Ivoorkust | 1-2     | 0   |         |
| 2.  | 16 november 2005  | Léon Bollée Stadion, Le Mans  | Roemenië   | Nigeria   | 3-0     | 0   |         |
| 3.  | 28 februari 2006  | GSP Stadion, Nicosia          | Roemenië   | Armenië   | 2-0     | 0   |         |
| 4.  | 6 februari 2008   | Ramat Gan Stadion, Ramat Gan  | Israël     | Roemenië  | 1-0     | 0   |         |
| 5.  | 10 september 2008 | Tórsvøllur, Tórshavn          | IJsland    | Roemenië  | 0-1     | 0   |         |